# Le Livre d'or de la science-fiction : Isaac Asimov
Le Livre d'or de la science-fiction : Isaac Asimov est une anthologie de nouvelles de science-fiction consacrée à l'œuvre d’Isaac Asimov, publiée en septembre 1980 en France. Rassemblées par Demètre Ioakimidis, les onze nouvelles sont parues entre 1941 (Quand les ténèbres viendront) et 1977 (L'élément qui manque).

## Publication
L'anthologie fait partie de la série francophone Le Livre d'or de la science-fiction, consacrée à de nombreux écrivains célèbres ayant écrit des œuvres de science-fiction. Elle ne correspond pas à un recueil déjà paru aux États-Unis ; il s'agit d'un recueil inédit de nouvelles, édité pour le public francophone, et en particulier les lecteurs français.
L'anthologie a été publiée en mars 1980 aux éditions Presses Pocket, collection Science-fiction no 5092  (ISBN 2-266-00935-4) ; elle a été rééditée en 1989 dans la collection Le Grand Temple de la S-F avec pour titre Prélude à l'éternité  (ISBN 2-266-02828-6) puis en 1990 et 1992.
L'image de couverture a été réalisée par Marcel Laverdet.

## Préface
- La Passion de comprendre, préface de Demètre Ioakimidis.

## Liste des nouvelles
- La Preuve (Evidence, 1946)
- Personne ici sauf… (Nobody Here But—, 1953)
- Croire (Belief, 1953)
- Les idées ont la vie dure ((Ideas Die Hard, 1957)
- L'amour, vous connaissez ? (What Is This Thing Called Love? ou Playboy and the Slime God, 1961)
- Quand les ténèbres viendront (Nightfall, 1941)
- La Cane aux œufs d'or (Pâté de Foie Gras, 1956)
- L'Élément qui manque (The Missing Item, 1977)
- Le Crime suprême (The Ultimate Crime, 1976)
- Ce qu'on s'amusait ! (The Fun They Had, 1954)
- Les Fournisseurs de rêves (Dreaming is a Private Thing, 1955)